# Geely Auto
Geely Automobile (спрощ.: 吉利控股集团; кит. трад.: 吉利控股集團; піньїнь: Jílì Kònggǔ Jítuán) (укр. Джі́лі отомоба́йл; SEHK: 0175
) — китайська автомобілебудівна компанія. Входить до складу групи Zhejiang Geely Holding Group Co..
23 червня 2023 року українське Національне агентство з питань запобігання корупції внесло холдинг Geely в перелік міжнародних спонсорів війни.

## Історія компанії

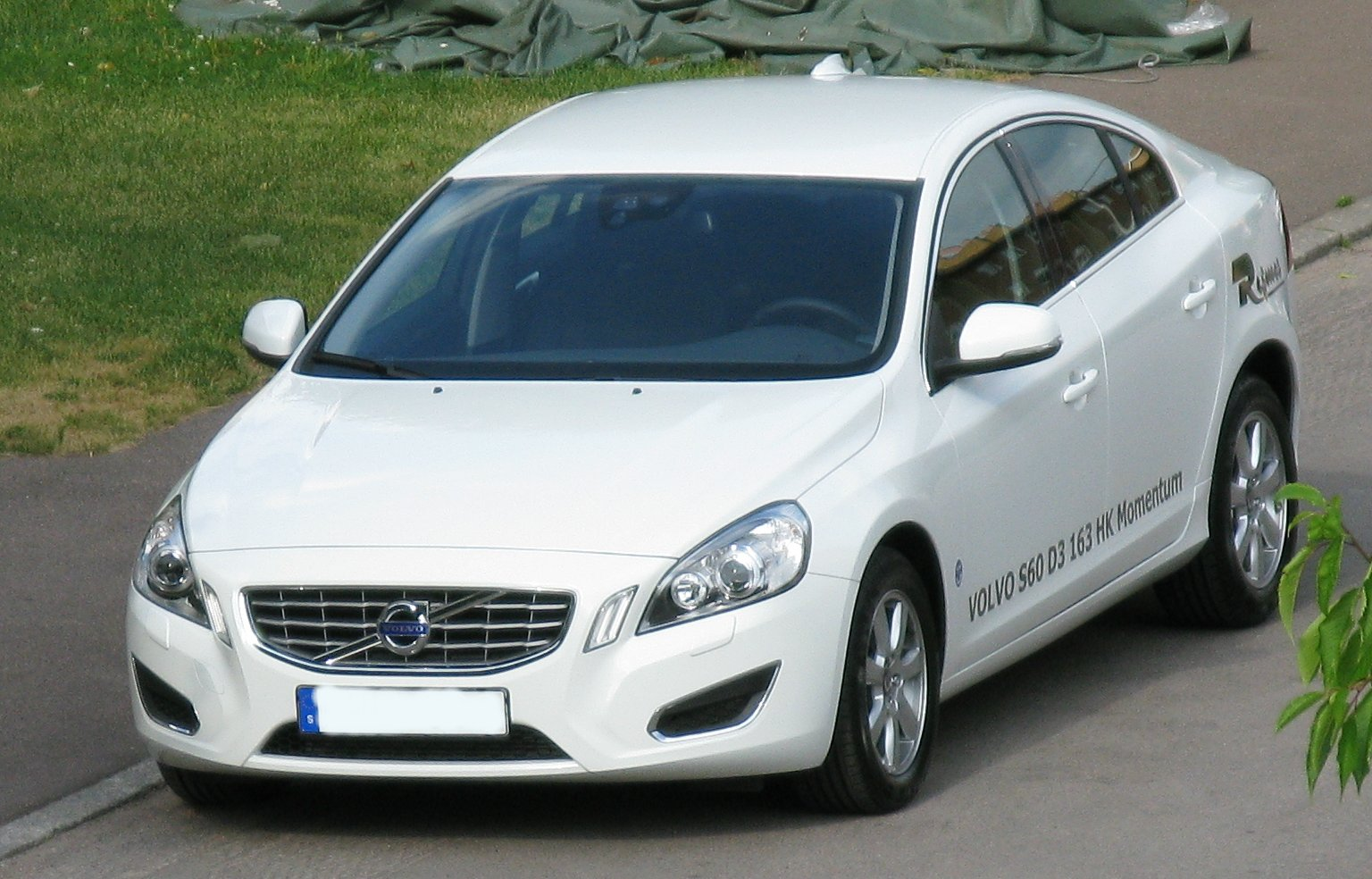
Volvo S60

Заснована 1986 року, Geely починала з виробництва холодильників.
У 1992 стала випускати комплектуючі для мотоциклів, а в 1994 компанія приступила до збирання власних мотоциклів. До 1996 Geely виготовила понад 200 000 мотоциклів і моторолерів. Нині виробництвом мотоциклів займається дочірня компанія Geely Group Zhejiang Motorcycle Co Ltd. Штаб-квартира розташована у Ханчжоу, провінція Чжецзян.
Виробництво автомобілів почалося в 1998.
У 2003 почалися експортні поставки автомобілів. Того ж року компанія оголосила про стратегічне партнерство з корейською Daewoo International (входить в конгломерат POSCO), результатом якого стала розробка і виробництво двох популярних моделей авто Geely CK та Geely MK.
У 2007 компанія продала 181 517 автомобілів.
У 2008 компанія почала випуск біпаливних автомобілів: природний газ/бензин та метанол/бензин .
У грудні 2009 Ford оголосив про продаж компанії Volvo Cars за $ 1,8 млрд Zhejiang Geely Automobile. Підписання остаточної угоди про продаж контрольного пакету акцій «Volvo Personvagnar АВ» відбулося 28 березня 2010. Операцію завершили 2 серпня 2010 .
У 2012 компанія побудувала з білоруськими компаніями БелАЗ спільне підприємство в Борисові (Білорусь).
У 2019 році компанії Geely презентувала першу модель власного електромобіля — седан Geometry A, у 2020 році — електричний п'ятидверний хетчбек Geometry C. Продаж автомобіля запланований на липень 2020 року, ціна — від $17 тис. — удвічі менша від «бюджетної» базової Tesla Model 3 (від майже $32 тис.). В той же час, Geely розпочала розширення модельного ряду й в сторону представницьких авто, вперше випустивши преміум-седан Preface на модульній платформі CMA, що розроблена спільними зусиллями із Volvo.
11 квітня 2019 року було оголошено про запуск нового чисто електричного бренду Geely - Geometry Cars, на першу модель якого, Geometry A, вже приймаються попередні замовлення.
10 лютого 2020 року компанії Geely та Volvo Cars зробили окремі оголошення про те, що вони планують реструктуризацію бізнесу, за якою має послідувати лістинг через Geely Cars Hong Kong.
24 лютого 2021 року Volvo Cars та Geely оголосили про нову пропозицію щодо співпраці.
9 травня 2022 року Geely Automobile придбала 34,02% акцій Renault Korea..
За підсумками 2023 Geely стала четвертим з продажу нових легкових автомобілів брендом в Росії. Було продано 93 533 машини (результат 2022 - 26 693 од.). У десятку моделей нових автомобілів увійшли відразу два Geely: Coolray і Monjaro .

## Власність
Geely Auto володіє такими марками автомобілів, як Lynk & Co, Zeekr, Volvo Cars, Polestar, Lotus, London Electric Vehicle Company, Farizon Auto, CAOCAO Mobility.

## Показники продажів

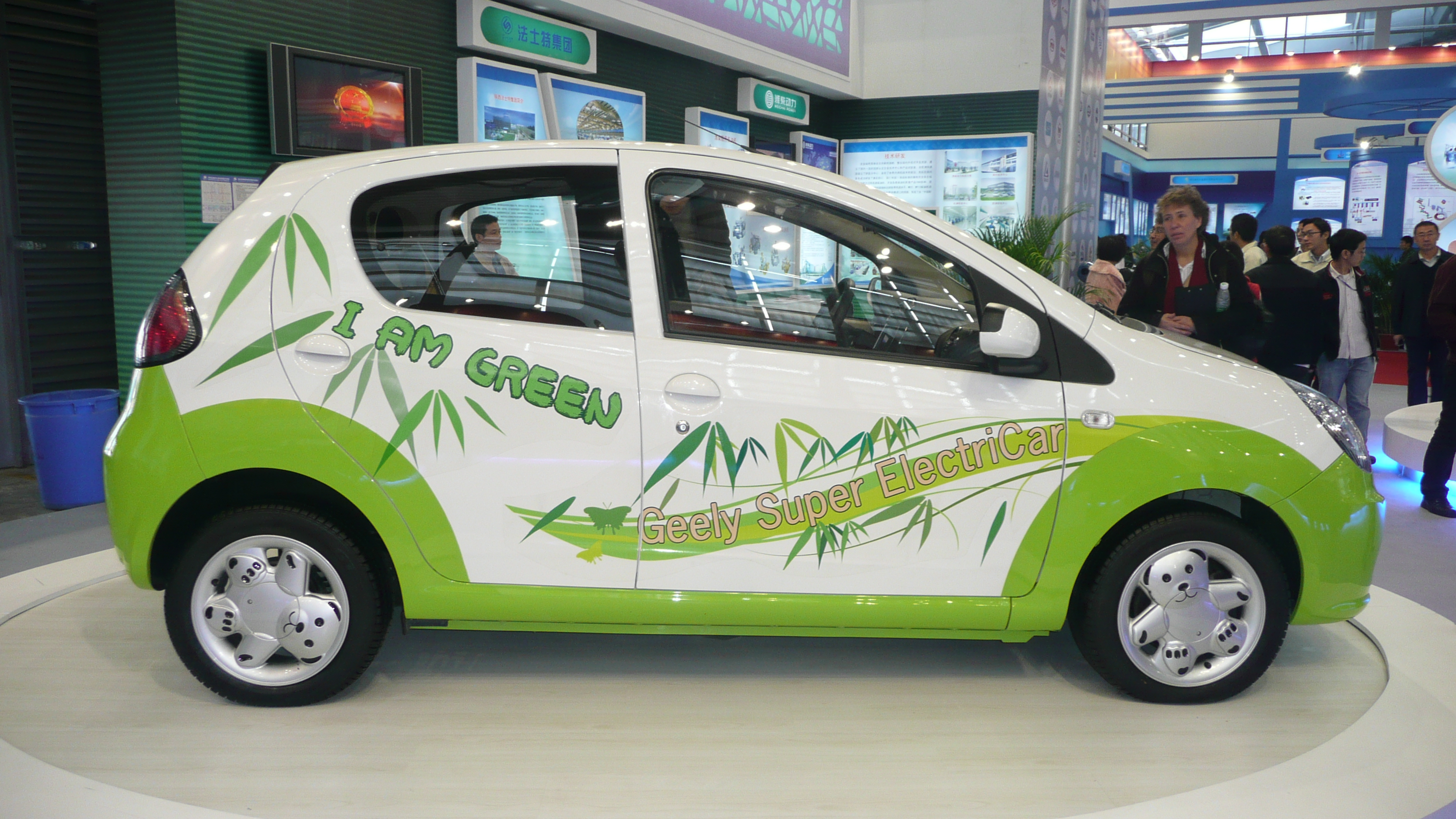
Geely Panda Electrocar

| Рік                   | 1998 | 1999 | 2000 | 2001   | 2002   | 2003   | 2004    | 2005    | 2006    | 2007    | 2008    | 2009    | 2010    |
| --------------------- | ---- | ---- | ---- | ------ | ------ | ------ | ------- | ------- | ------- | ------- | ------- | ------- | ------- |
| Кількість автомобілів | 200  | 2000 | 8000 | 20,000 | 50,000 | 80,000 | 106,000 | 150,000 | 207,149 | 181,524 | 204,205 | 329,100 | 400,000 |

## Модельний ряд

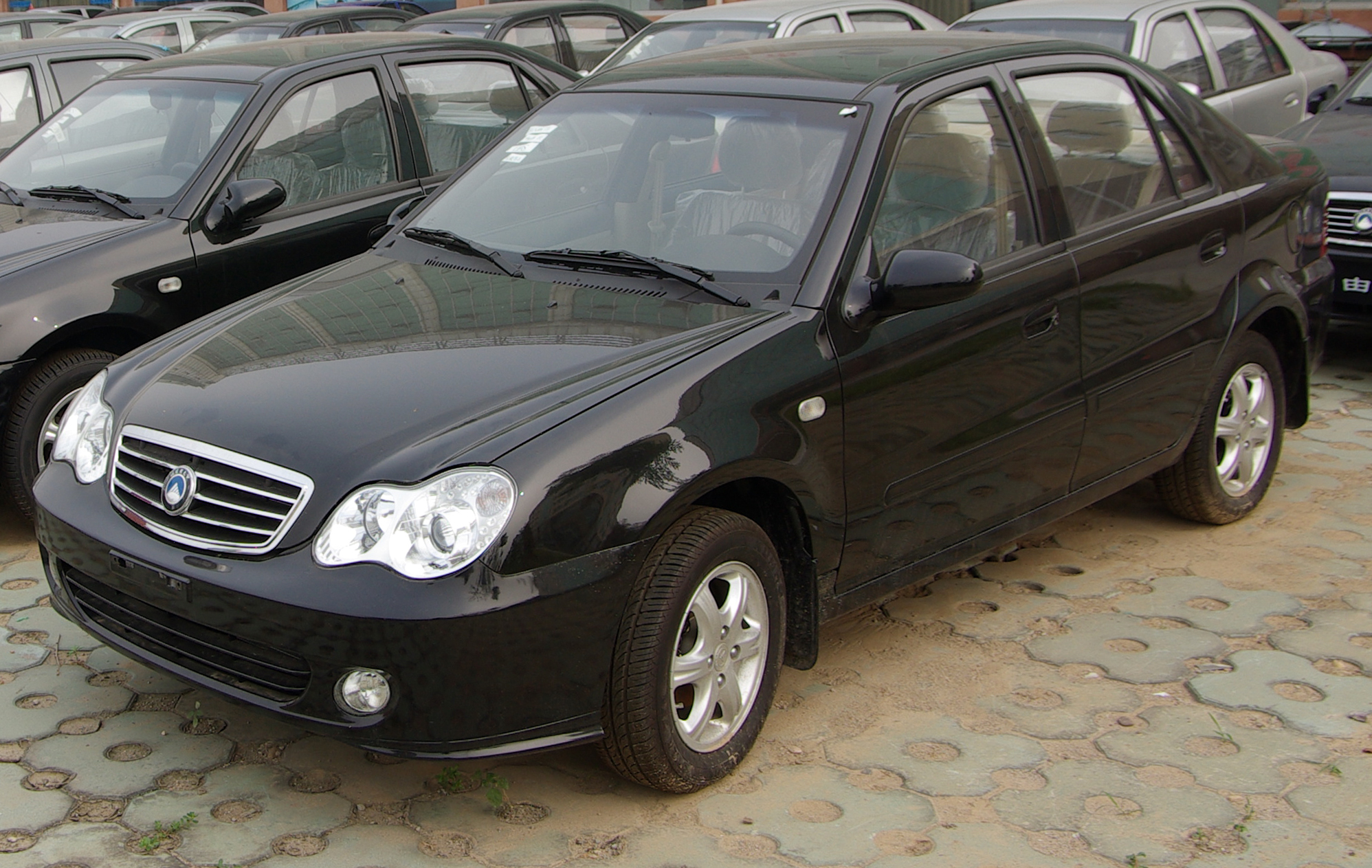
Geely CK-2

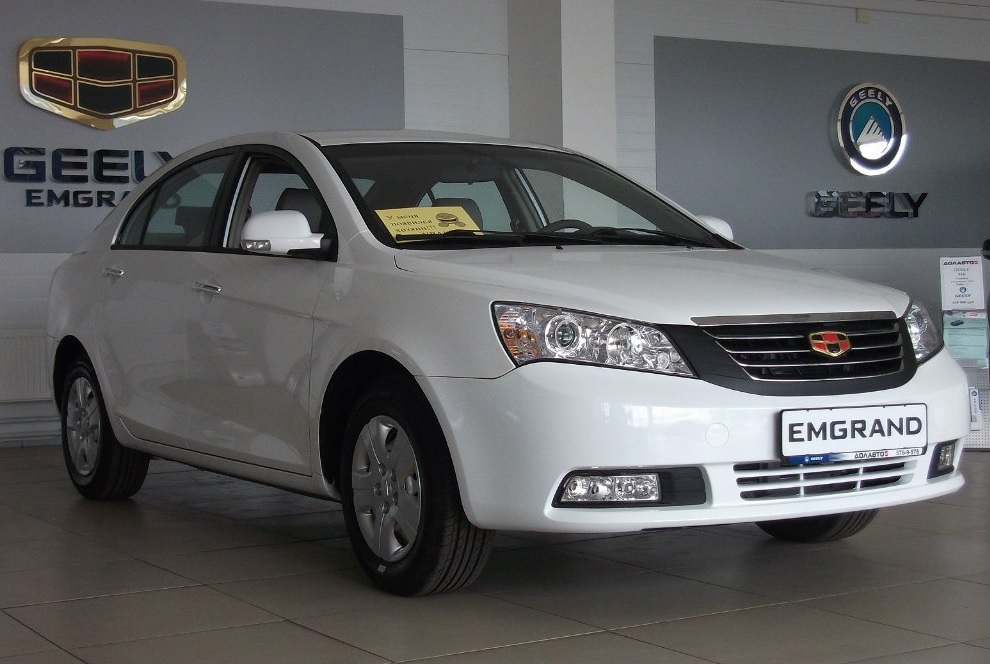
Geely Emgrand EC7

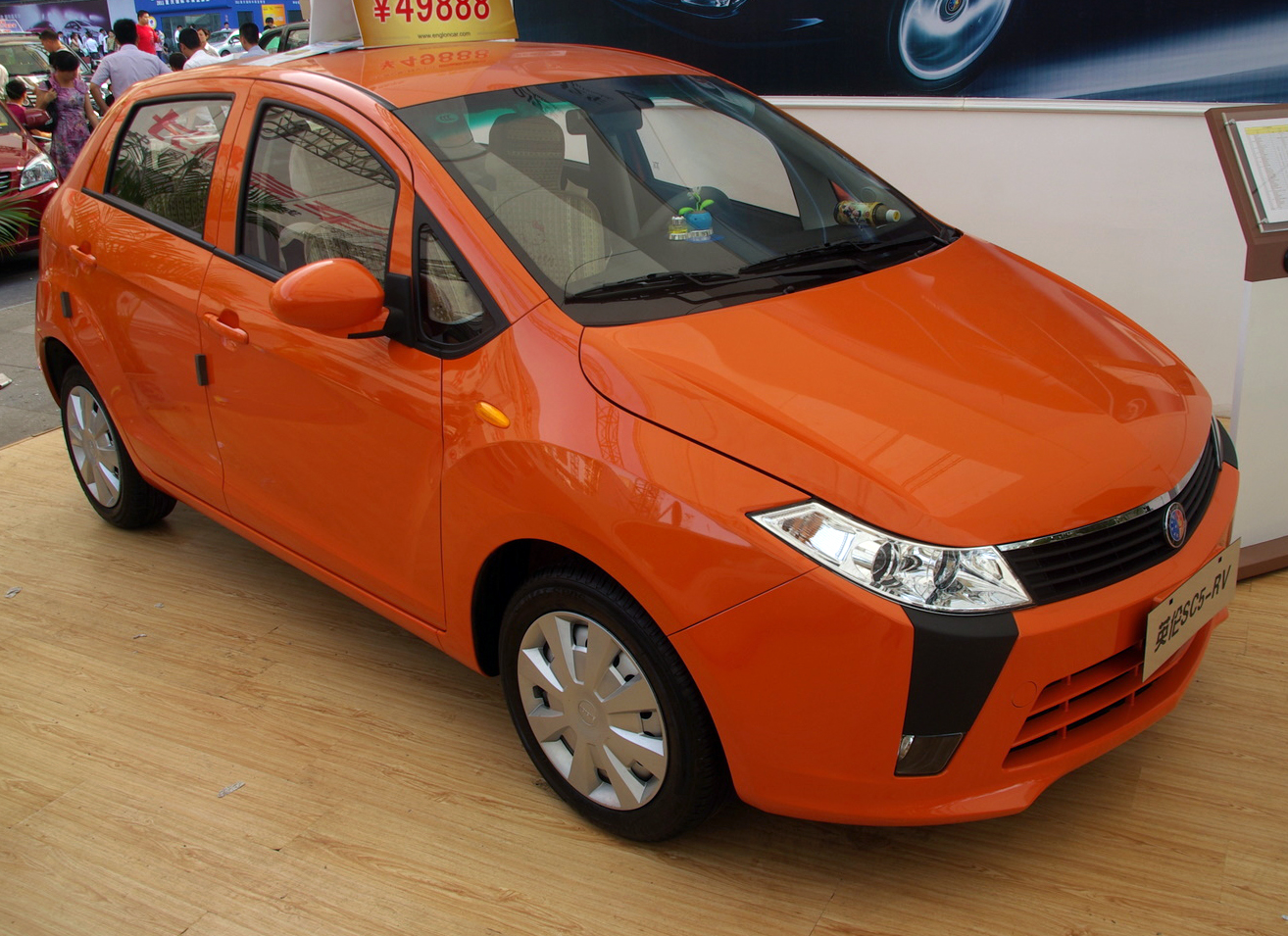
Geely Englon SC5

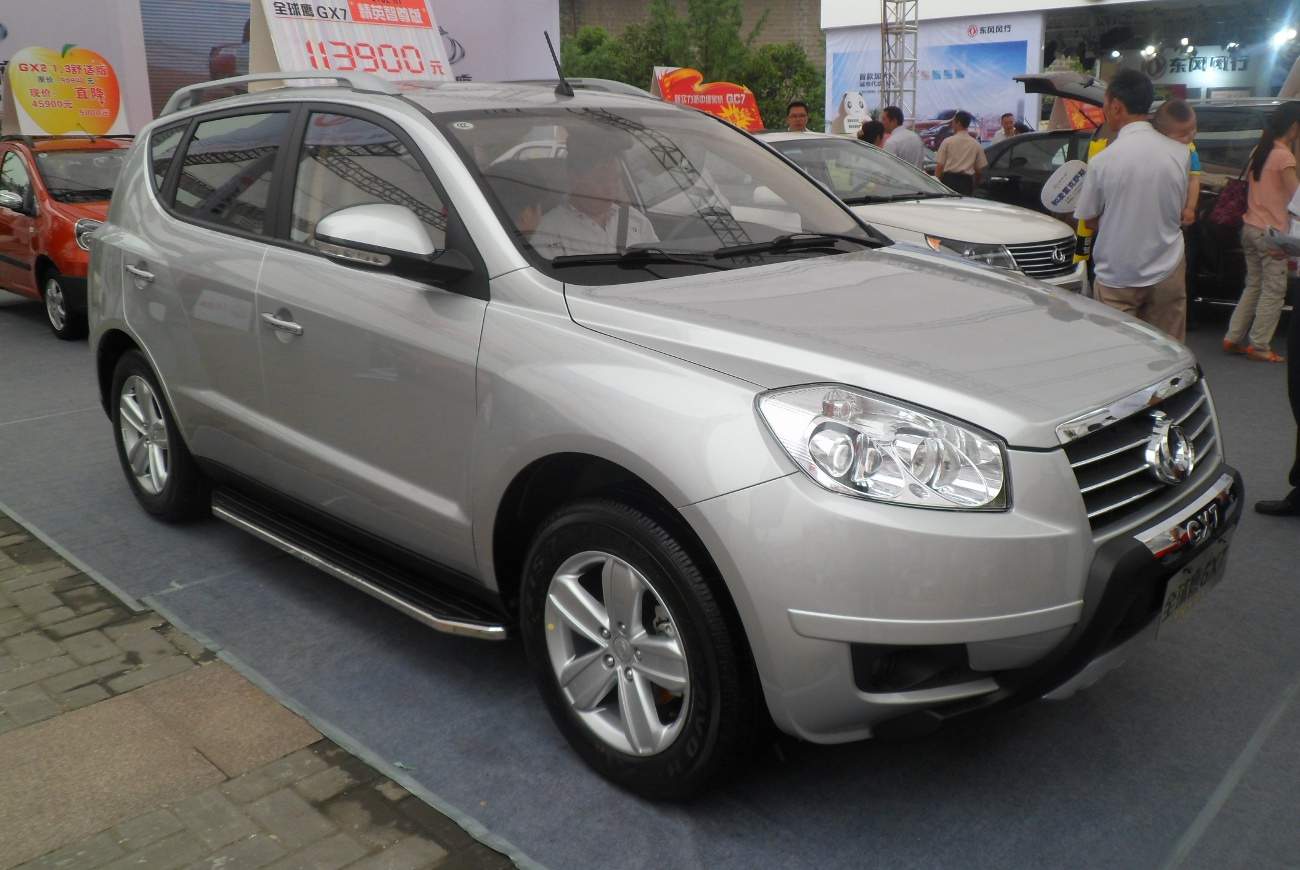
Geely Emgrand X7

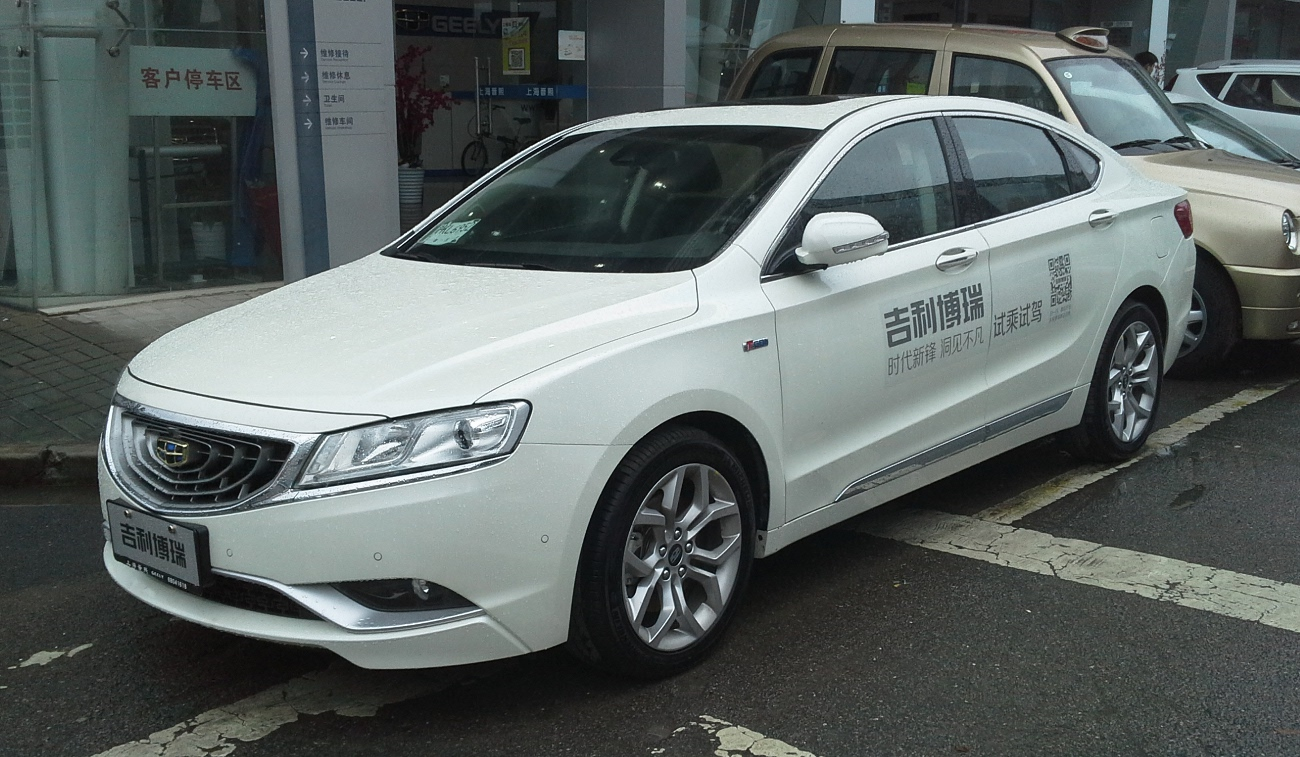
Geely Borui

Zhejiang Geely Automobile
Zhejiang Geely Automobile
- 1998 — HQ/Haoqing/Haoqing SRV (豪情 Háo-qíng SRV)
- 2000 — MR/Merrie (美日 Měi-rì)
- 2002 — MR/Uliou/MS (优利欧 Yōu-lì-Ōu)
- 2004 — PU/Rural Nanny/Urban Nanny
- 2002 — BL/Beauty Leopard/BO(美人豹 Měi-rén-bào) — 1.5 L купе

- 2006 — MK/LG/KingKong(金刚 Jīn-gāng)
- 2006 — FC/Vision(远景 Yuǎn-jǐng)
- 2008 — Geely China Dragon (中国龙 Zhōng-guó-lóng) — 1.8L CVVT купе
- 2010 — Geely Emgrand X7

Розроблено за допомогою Daewoo
- 2005 — CK/Freedom Cruiser
- 2005 — Geely 美日之星 Měi rì zhī xīng

Бренд Emgrand (帝豪品牌)
- 2009 — Emgrand EC7 — 1.8 L CVVT седан
- 2010 — Emgrand EC8 — 2.0L, 2.4L седан [19]
- 2010 — Emgrand EC7-RV — 1.5L, 1.8L хетчбек
- 2011 — Emgrand EX7 SUV

Бренд Englon (英伦)
- 2010 — Englon TX4
- 2010 — Englon SC5 — 1.5L хетчбек
- 2010 — Englon SX5 — 1.5L кросовер
- 2011 — Englon SC7/Geely SL — 1.8L седан

Бренд Gleagle (全球鹰)
- 2008 — Geely LC/Panda (熊猫 Xióng-māo) — 1.3L, 1.0 L CVVT хетчбек
- 2010 — Gleagle GX2 (Panda Cross) — 1.3, 1.5L.[20]

Shanghai Maple Guorun Automobile
- 2003 — 2005 Maple Huapu(华普 Huá pǔ)M203
- 2003 — Maple Hisoon（海迅 Hǎi xùn）AA & AB
- 2004 — Maple Marindo(海域 Hǎi-yù)M303
- 2005 — Maple Hysoul（海尚 Hǎi shàng）M305
- 2006 — Maple Hysoul（海尚 Hǎi shàng）M206/Haixuan（海炫 Hǎi xuàn）

Електрокари
- 2019 - 2023 Geometry E 33,5 кВт
- 2021 - 2023 Geely G6 53 кВт
- 2023 Geely M6 53 - 70 кВт[21]

## Санкції
Глава китайського автомобільного конгломерату Geely підтримав рішення автобренду Geely збільшити продажі автомобілів у Росії після того, як глобальні конкуренти пішли з ринку після вторгнення Росії в Україну. Дистриб’ютором бренду Geely в Росії є компанія ТОВ «ДЖІЛІ – МОТОРС», виторг якої за 2022 рік виріс на 82% до $800 млн., чистий прибуток виріс на 5105% до $201 млн., податків до бюджету Росії сплачено на суму понад $51,4 млн.
В червні 2023 року НАЗК додала компанію до санкційного списку за продовження спонсування країни агресора та відсутності осудження військового вторгнення Росії в Україну.